# Lymantriinae
Lymantriínae (лімантріїни) — підродина лускокрилих родини еребід; застаріла вернакулярна (побутова) назва — хвилянки. Вони поширені на усіх континентах, за виключенням Антарктиди. Деякі види завдають економічно відчутної шкоди сільському та лісовому господарству.

## Зовнішній вигляд

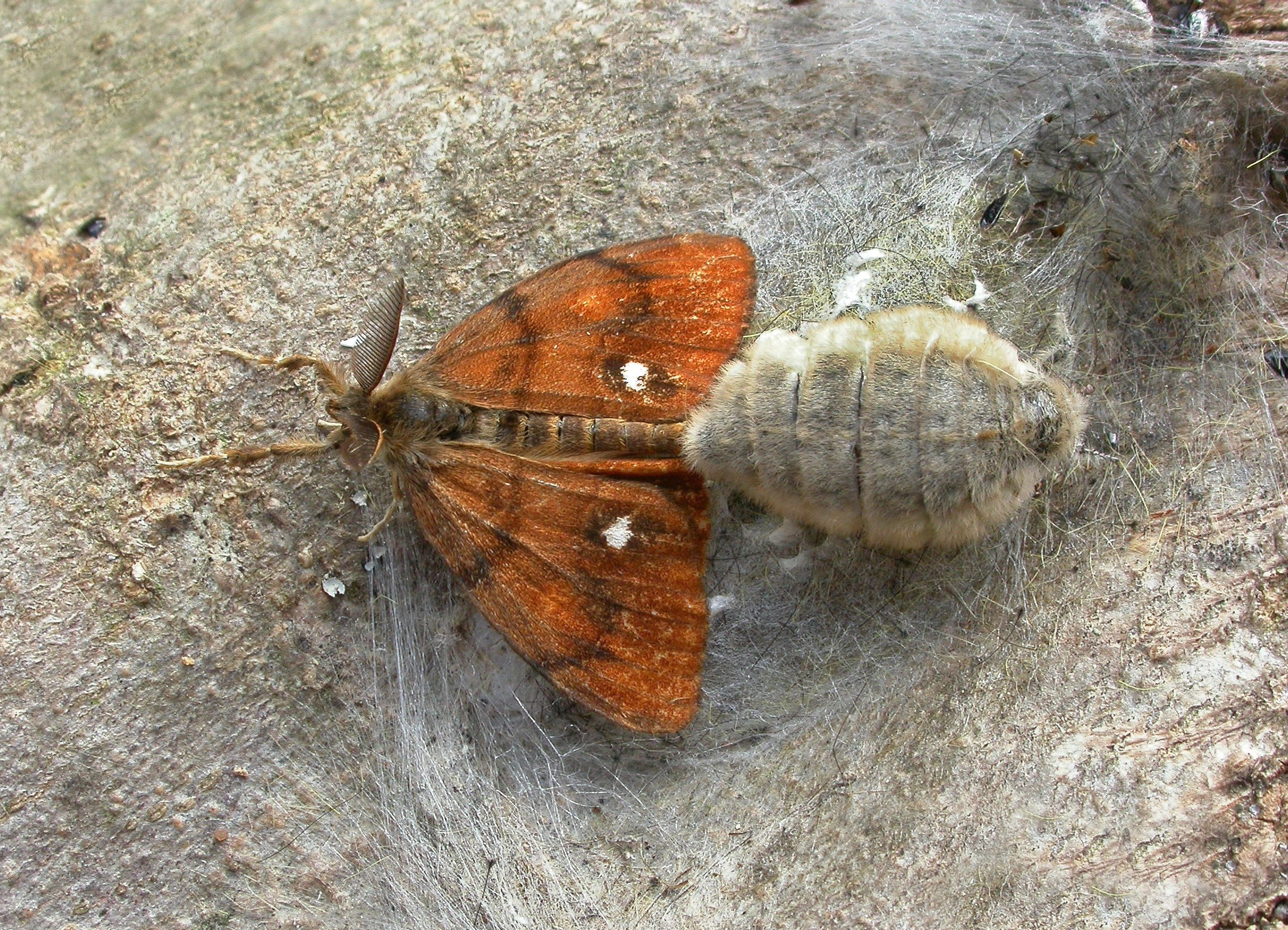
Парування щіткохвоста античного (Orgya antiqua). Разючий приклад статевого диморфізму: з-за своїх майже непомітних рудиментарних крил самка (вона праворуч) схожа на якийсь сірий мішечок

Дорослі метелики (імаго) мають середні, інколи досить великі розміри, розмах крил досягає 80 мм. Тіло звичайно вкрите густими коротесенькими волосками і забарвлене у брунатно-сірі кольори, інколи із візерунком. Хоботок недорозвинений. У підродини яскраво виражений статевий диморфізм: самиці відрізняються від самців тим, що мають на вершині черевця жмуток волосків, у деяких видів крила часто-густо недорозвинені і комахи не можуть літати. Самці дрібніші, мають ширші вусики та інше забарвлення й візерунок крил. личинки лімантріїн також вкриті густими волосками, які часто утворюють пучки; серед звичайних м'яких волосків трапляються жорсткі досить пекучі (див «Галерею» нижче).

## Спосіб життя
Всі лимантріїни активні у сутінках та вночі, хоча фахівці припускають, що деякі мають цілодобову активність. Дорослі метелики не харчуються, використовуючи запаси їжі, накопичені на стадії личинки. Останні ж рослиноїдні і здебільшого прожерливі поліфаги. Більшість видів живиться на деревах та кущах, деякі — на травах, ліанах та лишайниках. Гусениці з однієї кладки на початкових стадіях розвитку тримаються скупченнями, оплітаючи навколо себе шовковистими нитками пагони з листям. Дорослі гусениці живуть поодинці.

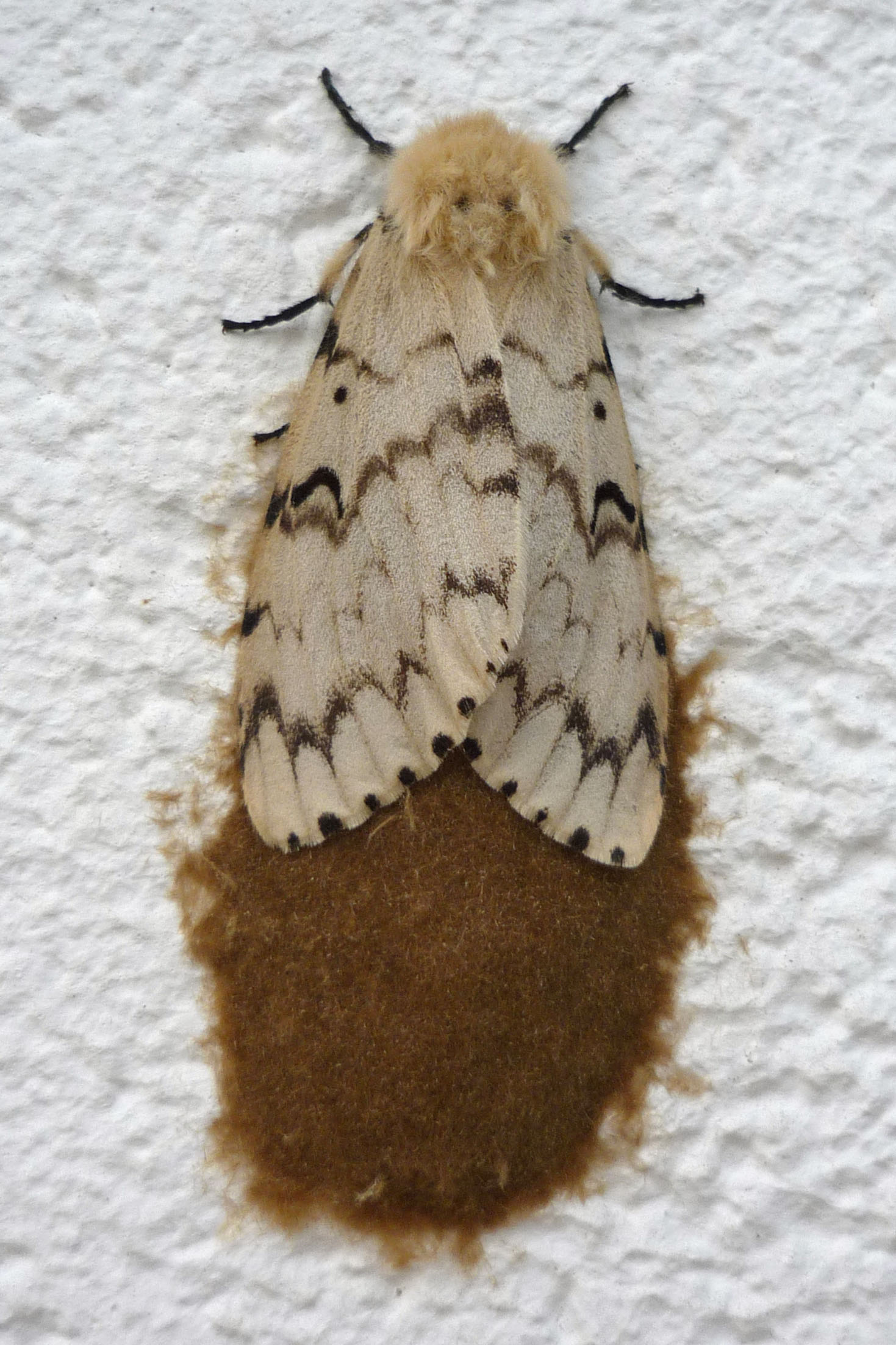
Самиця непарного шовкопряда (Lymantria dispar) відклала яйця на стовбур дерева і вкрила їх шаром м'яких волосків із власного черевця

Згадані волоски відіграють помітну роль у житті лімантріїн. У гусениць вони легко обламуються і застрягають у поверхневому шарі шкіри хребетних, викликаючи болючі подразнення. Волоски гусениці лишаються у коконі й самиці нового покоління збирають їх вершиною черевця. Відклавши згодом яйця, вони вкривають кладку волосками з черевця і тими, які забрали з кокона. Це маскує кладку, захищає її від холоду та ворогів.
Мешканці північних теренів виявляють неабияку стійкість до суворих умов існування. Зокрема, арктична хвилівка (Cynaephora groenlandica) активна лише в першій половині короткого арктичного літа. Потім поживність її корму — листків верби — знижується, ріст гусені припиняється, вона ховається в морозобійних шпаринах дерев і впадає у діапаузу до весни. Внаслідок таких природних умов її життєвий цикл затягується на 7-14 років (ймовірний рекорд серед метеликів). На острові Врангеля гусениці хвилівки Dicallomera kuznezovi теж розвиваються лише в першій половині літа. Північноамериканська Cynaerphora rosii, маючи темне тіло і вдало обираючи місце мешкання, підвищує температуру свого тіла на 10° порівняно з оточуючим середовищем. Це дозволяє їм зберігати активність при від'ємних температурах.
У помірних широтах лимантріїни дають на рік одне-два покоління, зимують яйця або личинки.
Серед природних ворогів підродини відзначені віруси, що викликають поліедроз, паразитичні перетинчастокрилі та мухи-тахіни.

## Географічне поширення

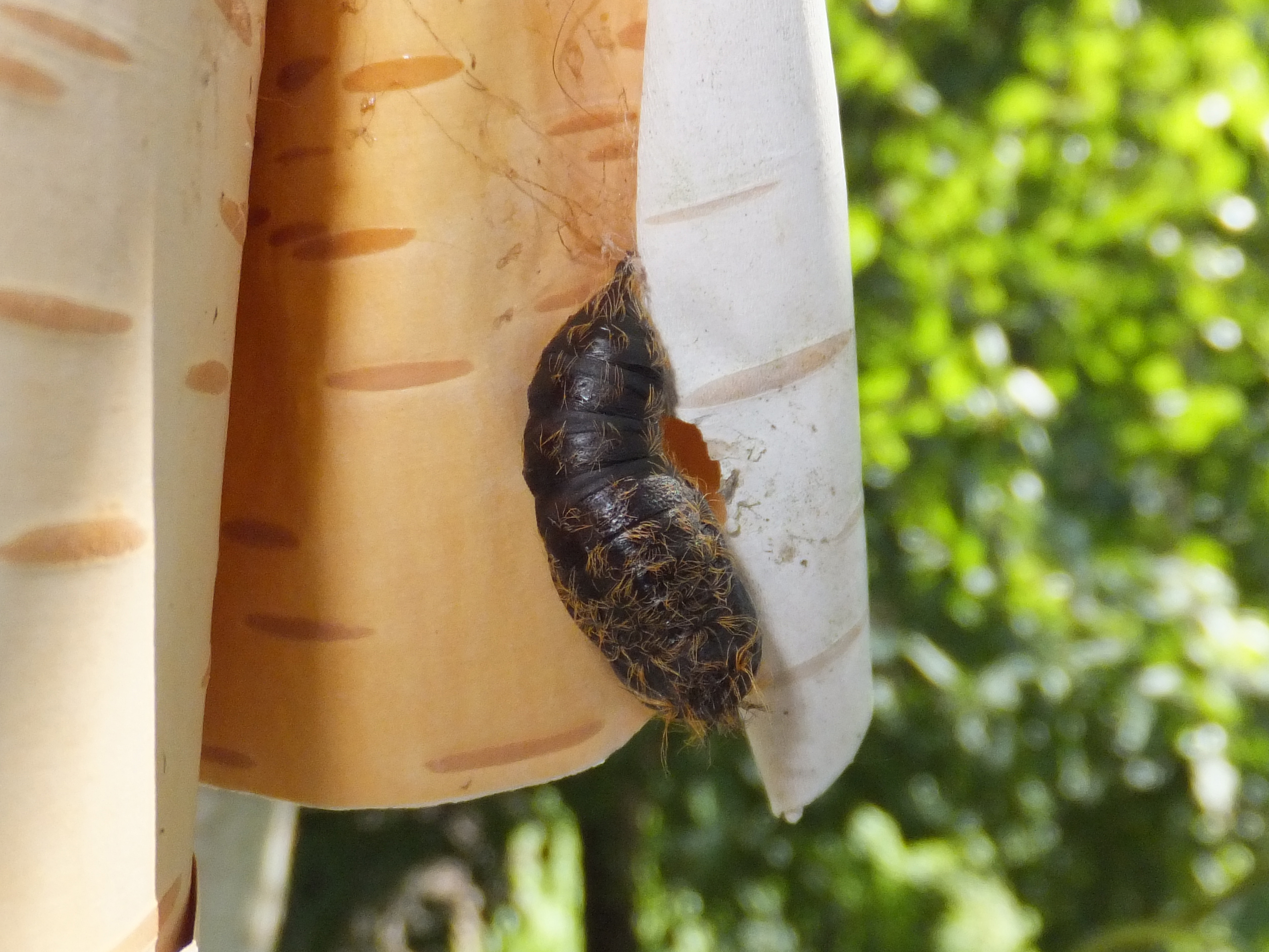
Лялечка Lymantriinae під корою берези

Лимантріїни заселили майже всі біоми суходолу, від арктичної тундри до степів, напівпустель та океанічних островів. Найбільшого різноманіття досягають у вологих тропічних та субтропічних лісах Африки (на південь від Сахари та у Південно-Східній Азії. На самому лише Мадагаскарі мешкає 258 видів цієї підродини. У Палеарктиці відомо близько 500 видів Lymantriinae.

## Класифікація

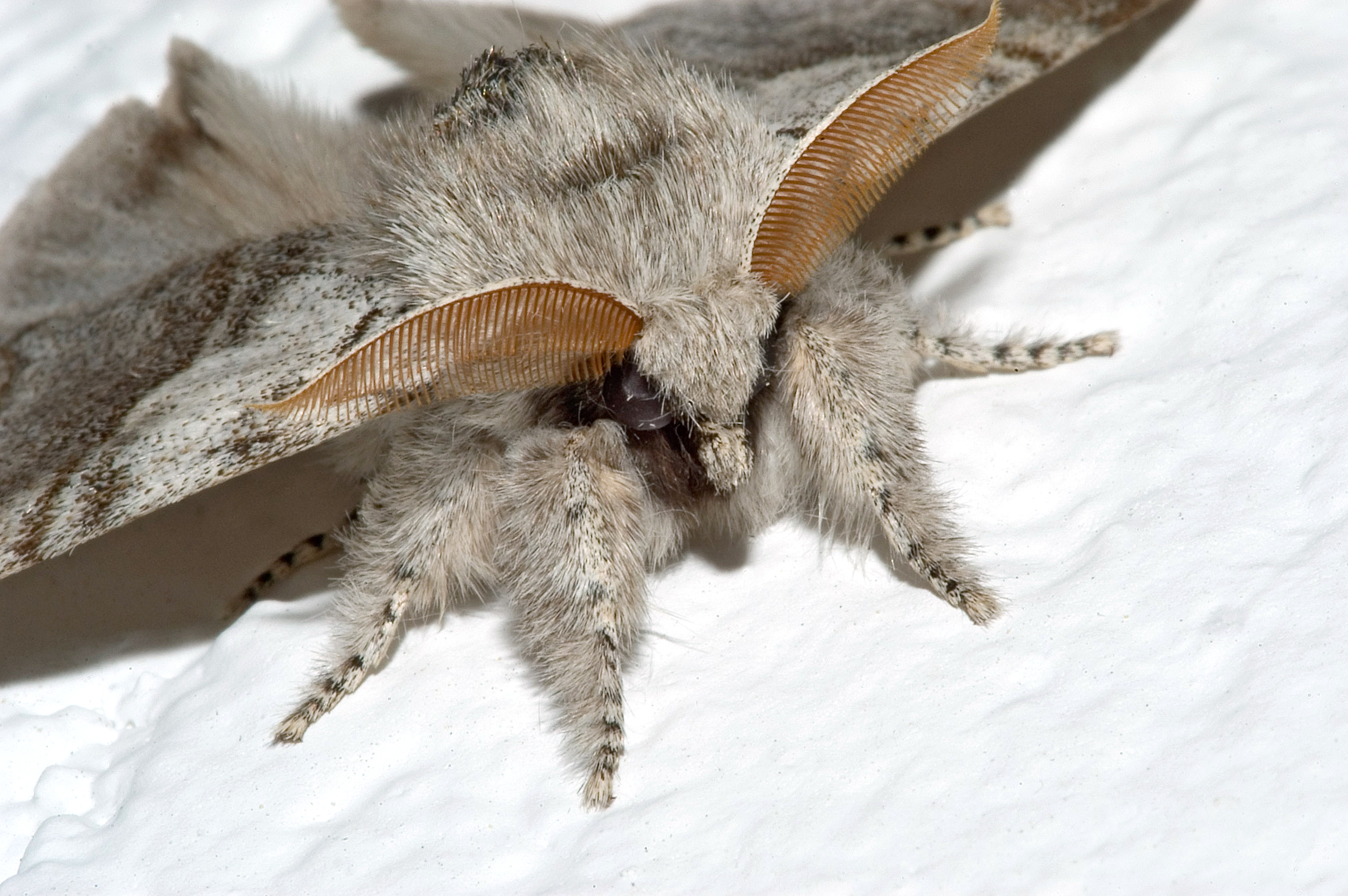
Самець Calliteara pudibundа великим планом

Описано близько 350 родів і до 3000 видів цієї підродини. До початку 2000-х років цей таксон вважали самостійною родиною Lymantriidae. Згодом поглиблені молекулярно-генетичні дослідження виявили його близькість до совок. Тож ранг групи понизили до підродинного, і вона зайняла сучасне таксономічне положення. Більшість видів підродини згруповані у сім триб:
| - Arctornithini - Daplasini - Leucomini | - Locharnini - Lymantriini | - Orgyiini - Nygmiini |

Крім того, є види, таксономічний статус яких лишається неясним.

## Значення у природі та житті людини

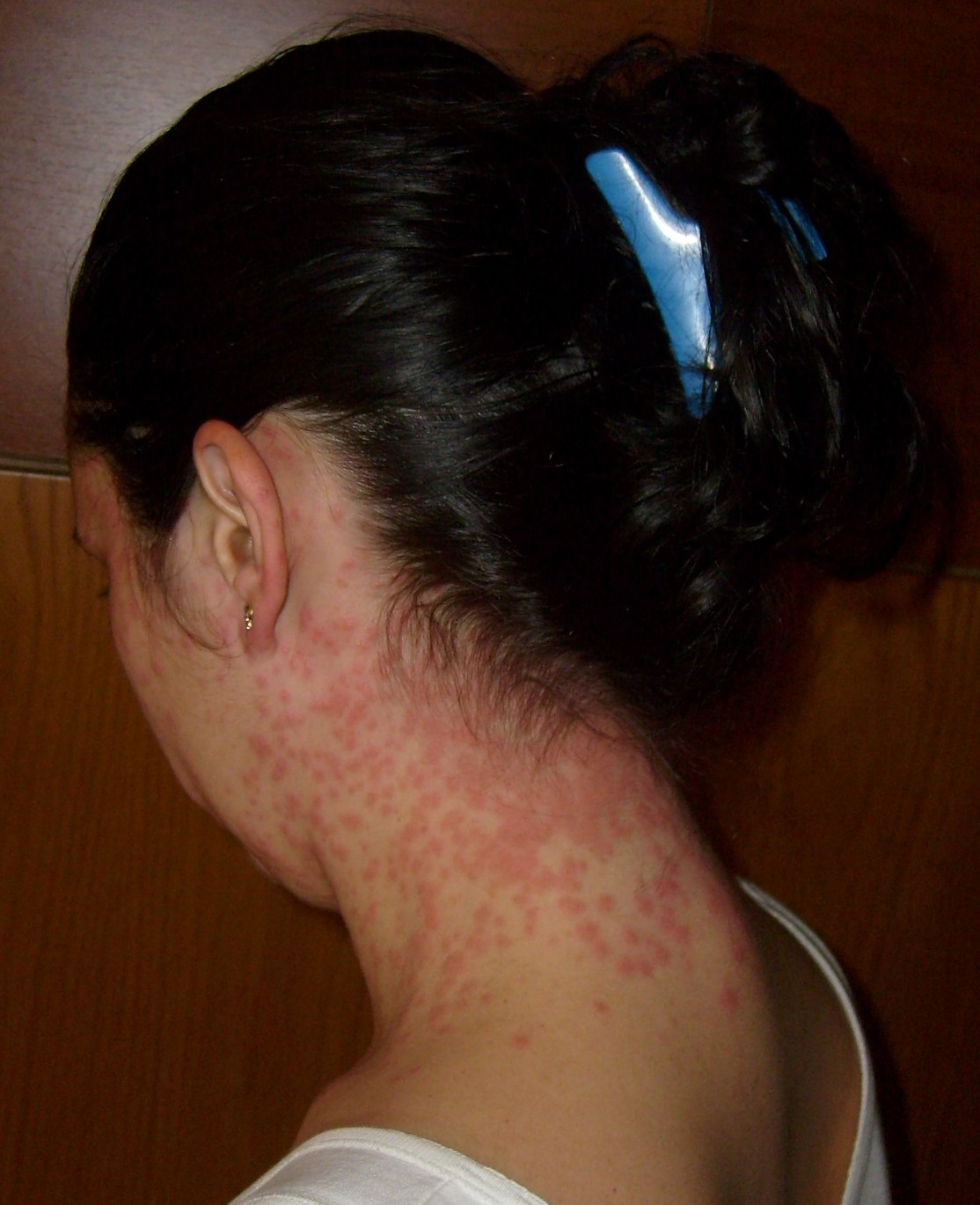
Ураження шкіри після контакту з кущами, де мешкала гусінь золотогуза

Подібно до будь-яких інших видів, лимантріїни є невід'ємною ланкою природних екосистем, споживаючи рослини і лишайники й стаючи здобиччю тварин та мікроорганізмів — хижаків та паразитів. Деякі види, які здатні до масових розмножень, можуть завдавати неабиякої шкоди, головним чином — листяним та хвойним деревам і чагарникам. Наприклад, в забайкальській тайзі у 1976 році, під час спалахів розмноження білозубчастої хвилівки (Callitera albodentata) її чисельність сягала 3800 гусениць на одне дерево. Осередок розмноження охоплював понад 38 тисяч гектарів. В Україні господарства найчастіше потерпають від непарного шовкопряда, античного щіткохвоста, золотогуза (Euproctis chrysorrhoea), вербової хвилянки (Leucoma salicis), шовкопряду чорниці (Lymantria monacha).
В періоди масових розмножень у людей та свійських тварин фіксуються хворобливі подразнення шкіри та слизових оболонок очей, травних та верхніх дихальних шляхів від волосків гусені. Особливо небезпечні гусениці на останніх стадіях розвитку.

## Галерея
Гусениці лімантріїн дивовижно різноманітні:

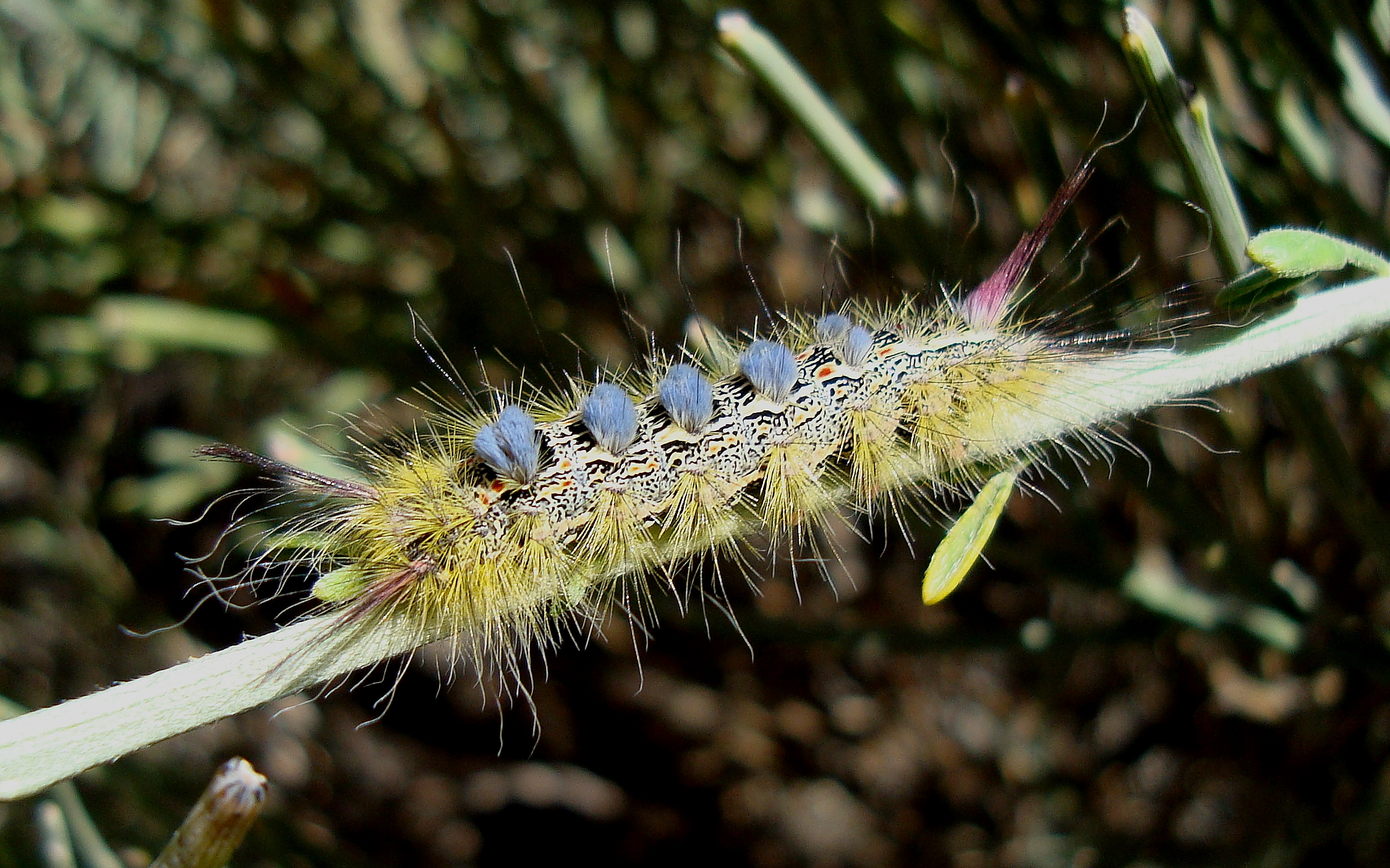
Calliteara fortunata
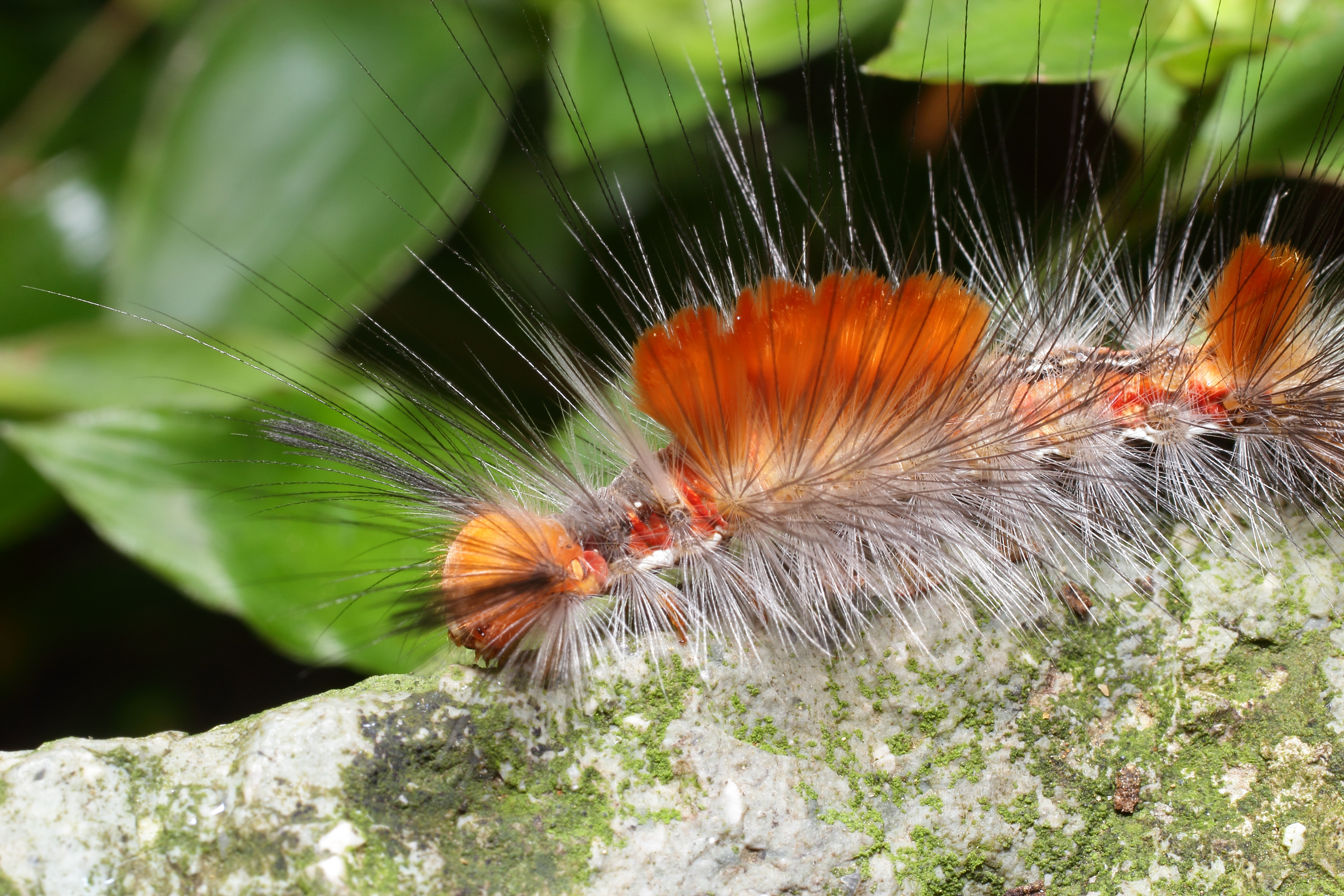
Ilema nachiensis
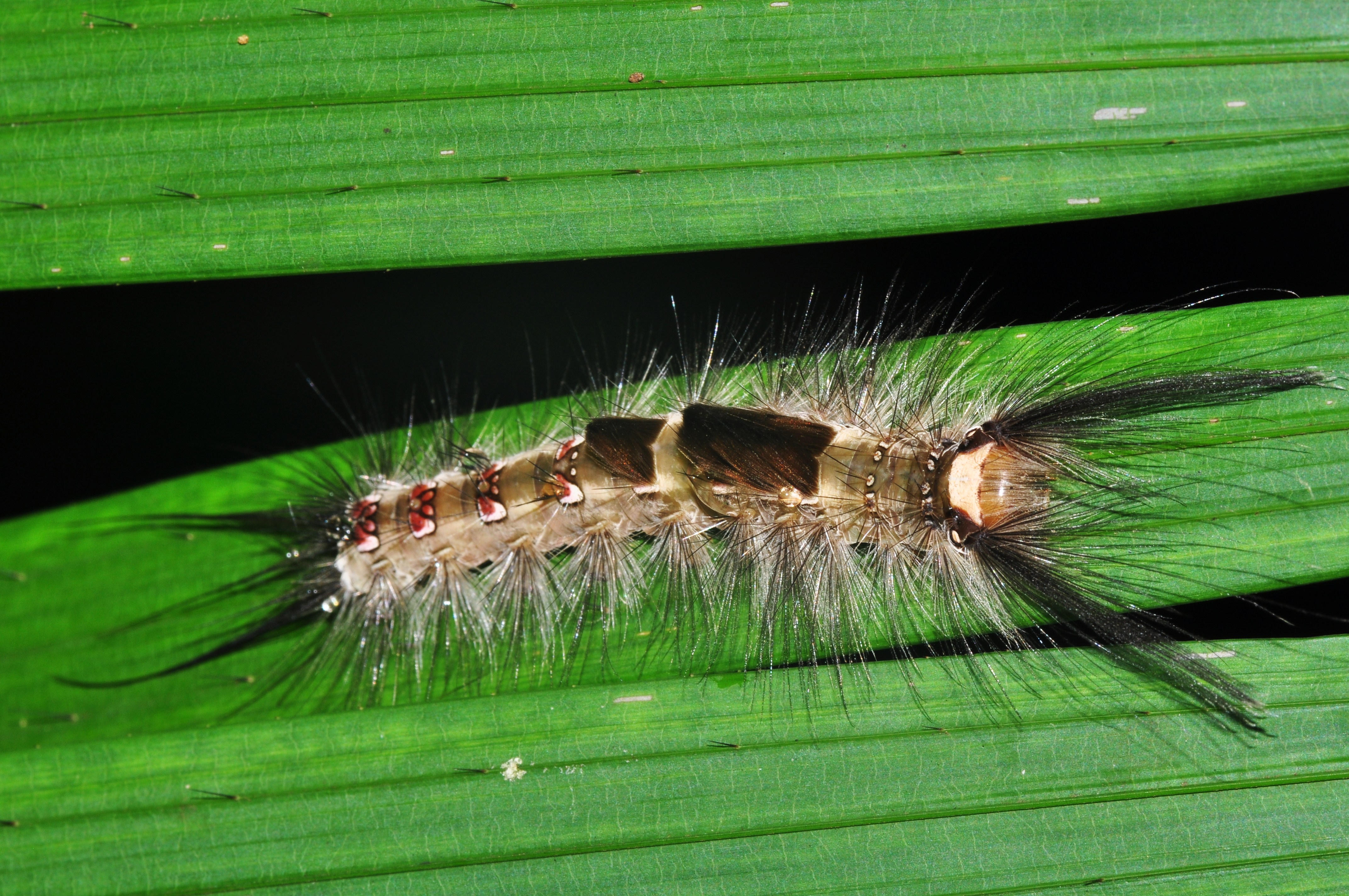
Lymantriinae